# Kang Pan-sok
Kang Pan-sŏk (korejsky 강반석, 21. dubna 1892, Mangyongdae – 31. července 1932, Ťi-lin) byla korejská farmářka a matka Kim Ir-sena, prvního severokorejského diktátora.

## Životopis
Kang Pan-sŏk se narodila 21. dubna 1892 ve vesnici Chilgol v provincii Jižní Pchjongjang. Pocházela z presbyteriánské křesťanské rodiny, jejím otec byl učitel Kang Don-wook a matkou učitelka Wi Don-dob. Roku 1908 se provdala za Kim Hjŏng-džika, se kterým se seznámila pravděpodobně přes amerického misionáře Nelsona Bella.
V roce 1912 porodila svého prvního syna Kim Ir-sena. Podporovala svého manžela v jeho boji za nezávislost. Roku 1917 se přestěhovala do Bonghwa-ri, kde již působil její manžel a později společně uprchli do Mandžuska, aby se vyhnuli zatčení. Zemřela 31. července 1932 v čínské provincii Ťi-lin.

## Propaganda
V KLDR měla již od 60. let vlastní kult osobnosti a byla první z rodinných příslušníků Kim Ir-sena, která užívala titul „matka Koreje“ nebo „velká matka Koreje“. V roce 1967 ji korejské noviny Rodong Sinmun chválil jako „matku všech“. Tento titul později užívala i matka Kim Čong-ila Kim Čong-suk.
Je jí zasvěcen presbyteriánský kostel v Chilgolu.

## Rodina
Se svým manželem, Kim Hjŏng-džikem, měla tři děti:
- Kim Ir-sen (1912 – 1994) - nejvyšší představitel Korejské strany práce a první severokorejský diktátor
- Kim Čchol-džu (1916 – 1935) - voják a revolucionář
- Kim Jong-džu (1920 – 2021) - politický funkcionář KLDR